# Parietaria judaica
La morella roquera (Parietaria judaica), també coneguda com a blet de paret, cama roja, herba caragolera, herba de la Mare de Déu, herba de mur, herba de paret, herba roquera o malla, és una espècie de planta herbàcia i perenne de la família de les urticàcies. El seu pol·len és molt al·lergen. Fàcilment es confon amb Parietaria officinalis.

## Galeria

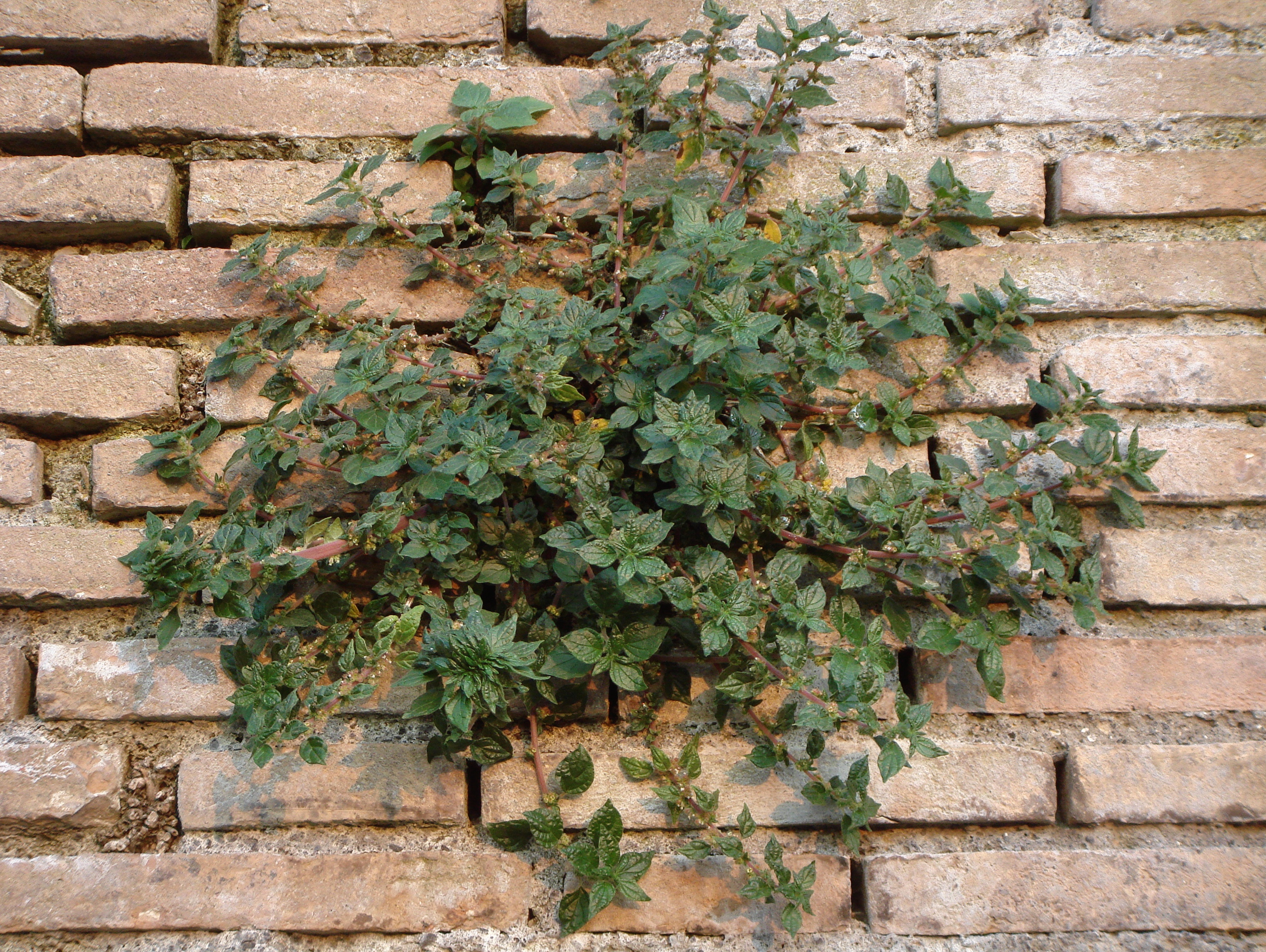
Parietaria judaica hàbit a la paret
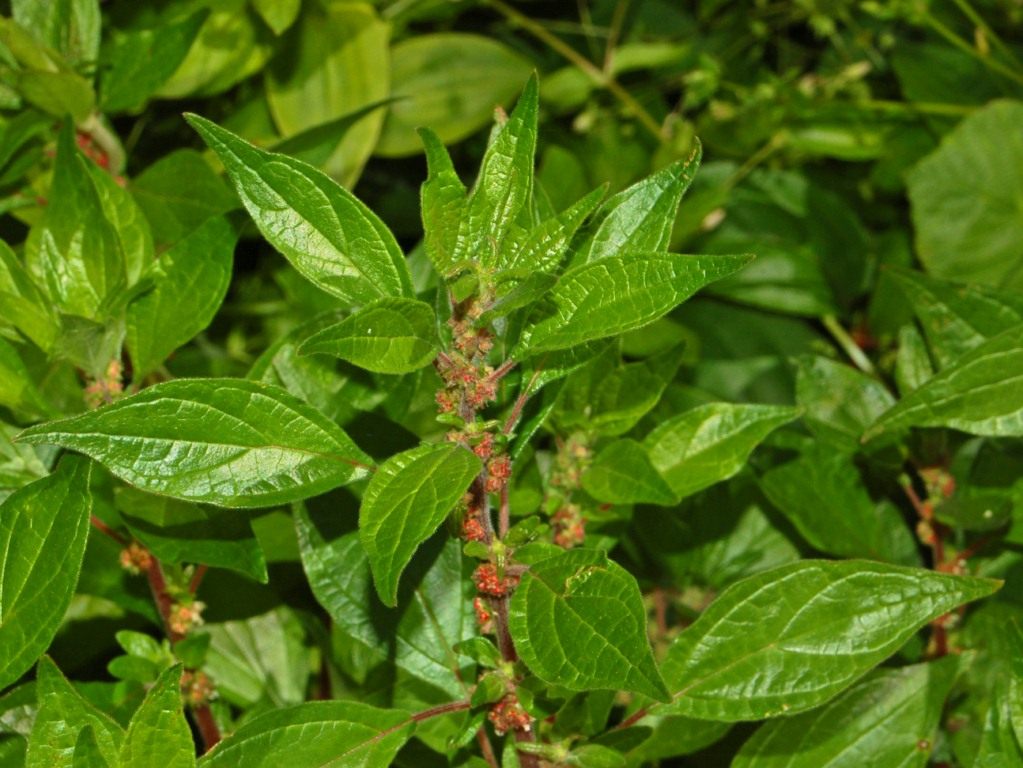
Planta de Parietaria judaica
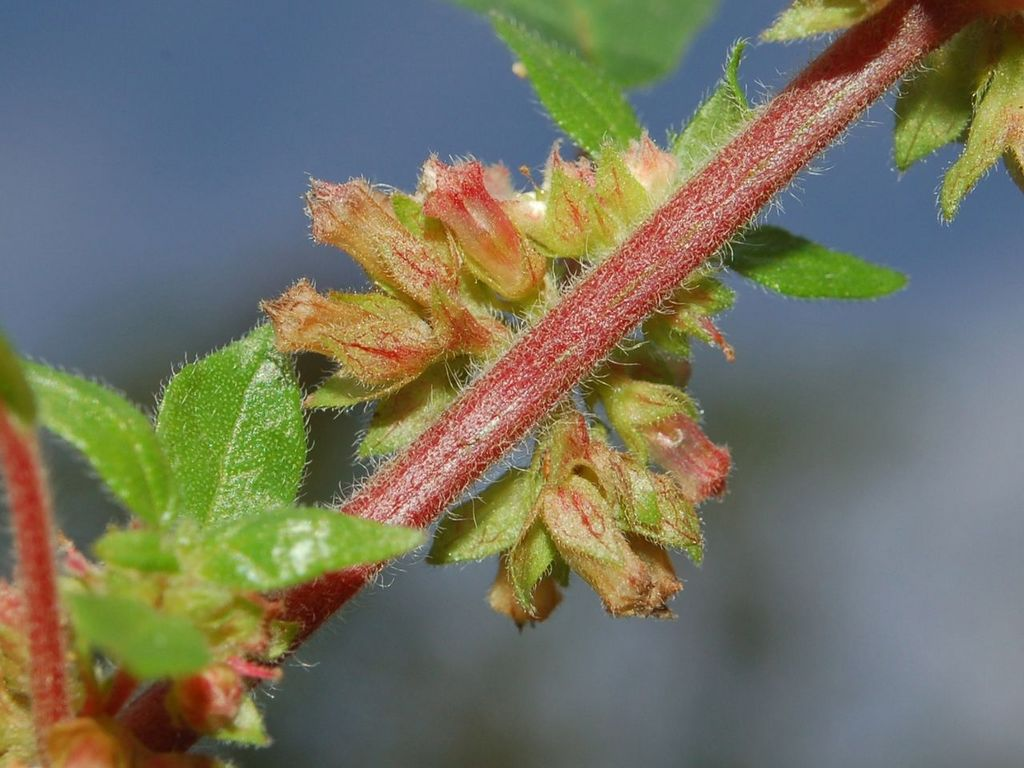
Tija i flors de Parietaria judaica
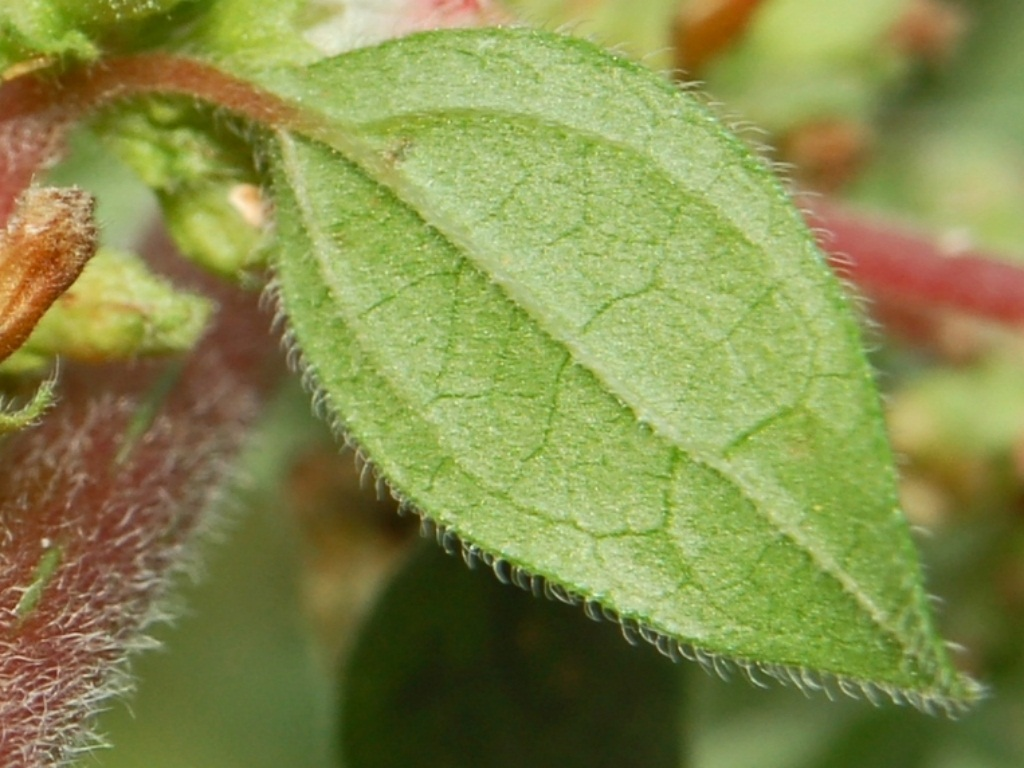
Fulla de Parietaria judaica